# فرات ۱۳۹۶۳
سیارک ۱۳۹۶۳ (به انگلیسی: 13963 Euphrates، نامگذاری:1991PT4) سیزده هزار و نهصد و شصت و سومین سیارک کشف شده‌است که در ۳ اوت ۱۹۹۱ کشف شد.
قدر مطلق سیارک برابر ۲۴.۵ است.